# Max Hölzer
Max Hölzer (* 8. September 1915 in Graz; † 26. Dezember 1984 in Paris) war ein österreichischer Schriftsteller.

## Leben
Hölzer studierte in Graz die Rechtswissenschaften und legte anschließend eine Prüfung als Amtsrichter ab. Er war von 1950 bis 1952 als Sprengelrichter am Oberlandesgericht in Graz tätig. Durch die befreundeten Maler Kurt Weber und Ferdinand Bilger begann er ein Interesse für Surrealismus zu entwickeln. Er brachte 1950, zusammen mit Edgar Jené, die Surrealistischen Publikationen in Klagenfurt heraus, wo er sich mit dem Dichter Michael Guttenbrunner anfreundete. Die zweite Ausgabe sollte 1954 erscheinen, wurde nach dem Druck aber nicht mehr veröffentlicht. Hölzer brachte in diesen Heften Texte von Paul Celan und Michael Guttenbrunner heraus, veröffentlichte aber auch von ihm verfasste Texte. In den 1960er Jahren wandte er sich vom Surrealismus ab und wendete sich transzendentalen Gedichten zu.

## Auszeichnungen
- 1969 Ehrengabe der Bayrischen Akademie der schönen Künste
- 1970 Georg-Trakl-Preis
- 1977 Literaturpreis des Landes Steiermark

## Publikationen
- Frau und Vogel. Herausgegeben von Christian Teissl, Kitab-Verlag, Klagenfurt 2004, ISBN 3-902005-33-5.
- Briefe an Michael Guttenbrunner aus 20 Jahren. Herausgegeben von Bernhard Albers, Rimbaud, Aachen 2012, ISBN 978-3-89086-510-2.